# Houses of the Holy (sång)
Houses of the Holy är en låt med av Led Zeppelin och återfinns på albumet Physical Graffiti från 1975. Låten är skriven av Robert Plant och Jimmy Page. Den var ursprungligen skriven till skivan med samma namn Houses of the Holy men tycktes inte passa in på den. När bandet skulle fylla en dubbelskiva plockades låten fram ur gömmorna. Det är en hyllning till Led Zeppelins konserter, men låten har aldrig framförts live.